# Voel-Hallen
Voel-Hallen er en idrætshal i Voel, Midtjylland på Sorringvej 28, som er en del af Voel-Hallerne og benyttes af Silkeborg-Voel KFUM's damehold.